# Niklaus Scherr

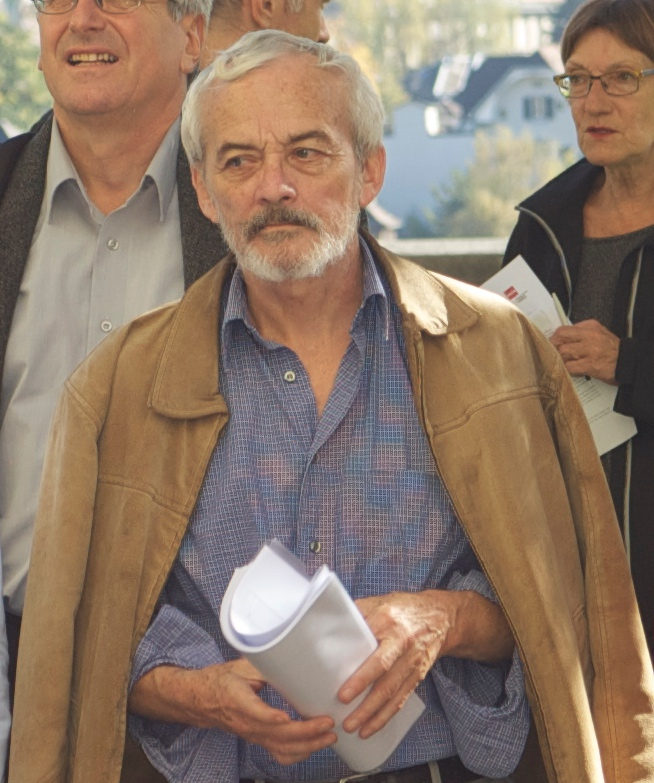
Niklaus Scherr bei der Einreichung der Pauschalsteuerinitiative im Oktober 2012

Niklaus «Niggi» Scherr (* 19. Mai 1944 in Riehen) ist ein Schweizer Politiker der Alternativen Liste (AL) und der Alternativen Linken. Er war der amtsälteste Zürcher Gemeinderat (1978 als Mitglied der POCH gewählt) und Mitbegründer der AL Zürich. Am 18. Januar 2017 trat Niklaus Scherr zurück.
Scherr war früher unter anderem Redaktor der POCH-Zeitung, Gewerkschaftssekretär, Geschäftsleiter des Mieterverbandes Zürich und von Beruf Journalist. Er hat an mehreren eidgenössischen Initiativen massgeblich mitgewirkt.

## Biografie
Niklaus Scherr wurde 1944 in Riehen im Kanton Basel-Stadt geboren. Nach der Matura am Humanistischen Gymnasium Basel 1963 studierte er deutsche, französische und italienische Literatur in Basel, Perugia und Paris. Während des Studiums hielt er sich von 1966 bis 1969 in Paris auf, wo er als Deutschlehrer und Journalist arbeitete. 1970 schloss er das Studium mit einer Lizentiatsarbeit mit dem Titel «Das Bild der Stadt in der expressionistischen Lyrik» ab.
Von 1970 bis 1972 arbeitete Scherr als Journalist und Übersetzer bei der Basler National-Zeitung. Danach wurde er von 1972 bis 1975 als Parteisekretär der POCH Zürich tätig. Ebenfalls 1972 heiratete er Traute Boie. Bereits zu dieser Zeit wurde Scherr vom Staatsschutz beobachtet; die Beobachtungsaktionen endeten mit der Fichenaffäre Ende der 1980er Jahre.
1975 wurde Scherr Redaktor der POCH-Zeitung, diese Stelle behielt er bis 1979. 1978 rückte er als Nachfolger des Schriftstellers Walter Matthias Diggelmann in den Zürcher Gemeinderat nach. 1980 wurde er wegen seiner politischen Aktivitäten mit einem Berufsverbot als Journalist belegt und war knapp ein Jahr arbeitslos. In dieser Phase entstand das Buch «Basta!» zur Schweizer Ausländerpolitik, das Scherr zusammen mit Mitautoren schrieb.
Von 1980 bis 1988 war er als Gewerkschaftssekretär der Gruppe Fernsehen Zürich beim Schweizer Syndikat Medienschaffender tätig. Seine nach eigenen Angaben grösste politische Niederlage bezog er durch die klare Ablehnung der Mitenand-Initiative 1981, zu deren Kampagnenausschuss Scherr gehörte. 1983 wurde er in den Zürcher Kantonsrat gewählt, trat jedoch bereits nach sieben Sitzungen zugunsten seiner Tätigkeit im Gemeinderat wieder zurück. Bis zum Ende der POCH war Scherr massgeblich in verschiedenen Bürgerinitiativen in Zürich tätig. 1988 wurde er beim Mieterverband Zürich Sekretär für Öffentlichkeitsarbeit. Nach der Auflösung der POCH Zürich am 25. August 1990 gehörte Scherr zur POCH-Liquidationskommission.
Gleich nach dem Ende der POCH gehörte Scherr zu den Mitbegründern der Alternativen Liste und sass ab dann für diese im Zürcher Gemeinderat. 1990/1991 war Scherr mitbeteiligt an der Aufklärung der Fichenaffäre; er verfasste zusammen mit Peter Niggli den Bericht über die politische Polizei in der Stadt Zürich, war Mitinitiant der 1998 mit 75,4 % Nein und von sämtlichen Ständen abgelehnten Volksinitiative «S.o.S. Schweiz ohne Schnüffelpolizei» und Ausschussmitglied des Archivs Schnüffelstaat Schweiz. 1992 gehörte er zu den Mitinitanten der Eidgenössischen DroLeg-Initiative, die 1998 zur Abstimmung kam und mit 74,0 % Nein-Stimmen und von allen Ständen abgelehnt wurde. 1996 wurde Scherr Geschäftsleiter des Mieterverbands Zürich.
Mit der Verhinderung der Privatisierung der Elektrizitätswerke des Kantons Zürich (EKZ) 2001 gelang Scherr ein politischer Erfolg in der Stadt Zürich. 2008 koordinierte er das Referendum gegen die biometrischen Pässe im Kanton Zürich (der Einführung der biometrischen Pässe wurde 2009 mit 50,1 % Ja-Stimmen zugestimmt). Im Februar 2009 wurde im Kanton Zürich als erstem Kanton schweizweit die Pauschalsteuer auf eine Initiative hin abgeschafft. Scherr wurde von der WOZ als der «geistige Vater» dieser Initiative bezeichnet. 2009 ging er als Geschäftsleiter des Mieterverbands in Pension. 2009/2010 gehörte er zu den Mitinitanten der Alternativen Linken und ist seither einer der Vorstandsmitglieder. Er war mitbeteiligt an der Koordination der Eidgenössischen Initiative zur Abschaffung der Pauschalbesteuerung der AL Schweiz, die am 30. November 2014 zur Abstimmung kam und mit 59,2 % Nein-Stimmen und 19 6/2 zu 1 Ständen abgelehnt wurde.
Heute ist Scherr geschieden und lebt in Zürich-Aussersihl.